# Лукімська сільська рада
Лукімська сільська рада — адміністративно-територіальна одиниця у Оржицькому районі Полтавської області з центром у c. Лукім'я.
Населення — 963 особи.

## Населені пункти
Сільраді були підпорядковані населені пункти:
- c. Лукім'я
- с. Дмитрівка
- с. Загребля
- с. Колодна
с. Нижній Іржавець

## Географія
Територією сільради протіка річка Сула.